# SN 2005ig
SN 2005ig – supernowa typu Ia odkryta 20 października 2005 roku w galaktyce A223031-0030. W momencie odkrycia miała maksymalną jasność 21,90m.